# Stictopelta squarus
Stictopelta squarus är en insektsart som beskrevs av Leon Fairmaire. Stictopelta squarus ingår i släktet Stictopelta och familjen hornstritar. Inga underarter finns listade i Catalogue of Life.